# Сонар
Сонар (акроним енглеских речи sound navigation and ranging) је систем за навигацију, комуникацију или детекцију објеката (обично испод површи воде), који за свој рад користи простирање акустичних таласа. Постоје два типа сонара: активни и пасивни. Сонар се може користити за акустичко одређивање локације или за мерење карактеристика одређених „мета“ у води. Акустичко одређивање локације на површи Земље примењивало се пре него што је конструисан радар. Сонар се може употребљавати у ваздуху за навигацију робота,
 а SODAR се користи за атмосферска истраживања. Термин сонар се користи и за опрему која ствара и прима звук. Фреквенце таласа које се користе у сонарским системима се крећу од инфрасоничних до ултрасоничних. Проучавање подводног звука се назива подводна акустика или хидроакустика.
Прву забележену примену ове технике остварио је Леонардо да Винчи 1490. године који је употребио цев уметнуту у воду да детектује пловила помоћу ува. Сонар је развијен током Првог светског рата како би се супротставило растућој претњи подморничког рата, са оперативним пасивним сонарним системом који је био у употреби до 1918. Савремени активни сонарни системи користе акустични претварач за генерисање звучног таласа који се рефлектује од циљних објеката.

## Историја
Иако су неке животиње (делфини, слепи мишеви, неке ровчице и друге) милионима година користиле звук за комуникацију и откривање објеката, људску употребу у води је иницијално забележио Леонардо да Винчи 1490. године: цев уметнута у воду се користила за откривање пловила стављањем ува на цев.
Крајем 19. века је коришћено подводно звоно као помоћно средство за светионике или бродове светионике како би се упозорило на опасности.
Сматра се да је употреба звука за „ехо-лоцирање“ под водом на еквивалентан начин на који слепи мишеви користе звукове за ваздушну навигацију била подстакнута катастрофом Титаника 1912. Први светски патент за подводни уређај за одређивање опсега јеке поднео је у Британском Заводу за патенте енглески метеоролог Луис Фри Ричардсон месец дана након потонућа Титаника, а немачки физичар Александар Бехм добио је патент за ехо сондер 1913. године.
Канадски инжењер Реџиналд Фесенден, радећи за Подморничку сигналну компанији у Бостону у Масачусетсу, изградио је експериментални систем почетком 1912. године, систем је затим тестиран у Бостонској луци, и коначно 1914. са америчког брода Мајами на Гранд Банкима код Њуфаундланда. У том тесту, Фесенден је демонстрирао дубинско сондирање, подводну комуникацију (Морзеов код) и опсег одјека (откривајући ледени брег на домету од 2 mi (3,2 km)). „Фесенденов осцилатор”, који је радио на фреквенцији од око 500 Hz, није могао да одреди азимут леденог брега због таласне дужине 3 метра и мале димензије зрачног лица сонде (пречника мање од 1⁄3 таласне дужине у пречнику). Десет британских подморница Х-класа изграђених у Монтреалу, лансираних 1915. године, било је опремљено Фесенденовим осцилаторима.
Током Првог светског рата потреба за откривањем подморница подстакла је додатна истраживања о употреби звука. Британци су рано користили подводне уређаје за слушање који се зову хидрофони, док је француски физичар Паул Ланжевен, радећи са руским емигрантским инжењером електротехнике Константином Чиловскијем, радио на развоју активних звучних уређаја за откривање подморница 1915. Иако су пиезоелектрични и магнетострикцијски претварачи касније заменили електростатичке претвараче које су они користили, овај рад је утицао на будуће дизајне. За хидрофоне су коришћени лагани пластични филм и оптичка влакна осетљива на звук, док су за пројекторе развијени Терфенол-Д и PMN (оловни магнезијум ниобат).

### 
Године 1916, под британским Одбором за проналаске и истраживања, канадски физичар Роберт Вилијам Бојл je преузео пројекат активне детекције звука са А. Б. Вудом, произвевши прототип за тестирање средином 1917. године. Овај посао за Антиподморничку дивизију Британског поморског особља обављен је у највећој тајности и користио је кварцне пиезоелектричне кристале за производњу првог практичног апарата за детекцију подводног активног звука на свету. Да би се одржала тајност, није помињано експериментисање са звуком или кварц - реч која се користи за описивање раног рада („суперсоника”) промењена је у „ASD”-ици, а кварцни материјал у „ASD”-ит: „ASD” за „Противподморничка дивизија” (енгл. Anti-Submarine Division), отуда британска скраћеница ASDIC. Године 1939, као одговор на питање из „Оксфордског речника енглеског језика”, Адмиралитет је објавио да се акроним односи на „Савезнички истражни одбор за откривање подморница“ (енгл. Allied Submarine Detection Investigation Committee), и то је даље широко заступљено значење, иако ниједан комитет са овим именом није постојао, судећи по подацима из архиве Адмиралитета.
До 1918. Британија и Француска су изградиле прототипе активних система. Британци су тестирали свој ASDIC на броду ХМС Антрим 1920. године и започели производњу 1922. Шеста флота разарача имала је бродове опремљене ASDIC-ом 1923. Противподморничка школа ХМС Оспри и флотила за обуку од четири пловила основане су у Портланду 1924. године.
До избијања Другог светског рата, Краљевска морнарица је имала пет комплета за различите класе површинских бродова, а друге за подморнице, уграђене у комплетан систем против подморница. Ефикасност раног ASDIC-а била је отежана употребом дубинских бомби као противподморничког оружја. Ово је захтевало од нападачког брода да пређе преко потопљеног контакта пре него што баци набој преко крме, што би довело до губитка ASDIC контакта у тренуцима који су претходили нападу. Ловац је ефективно пуцао на слепо, за то време командант подморнице је могао да предузме акцију избегавања. Ова ситуација је поправљена новом тактиком и новим оружјем.
Тактичка побољшања која је развио Фредерик Џон Волкер укључивала су и пузајући напад. За ово су била потребна два противподморничка брода (обично слупови или корвете). „Усмеравајући брод” пратио је циљну подморницу на ASDIC-у са положаја око 1500 до 2000 метара иза подморнице. Други брод, са искљученим ASDIC-ом и брзином од 5 чворова, започео би напад са позиције између усмеравајућег брода и мете. Овај напад је контролисан радио телефоном са усмеравајућег брода, на основу њиховог ASDIC-а и опсега (помоћу даљиномера) и азимута нападачког брода. Чим су дубински набоји ослобођени, нападачки брод би пуном брзином напустио непосредно подручје. Усмеравајући брод би затим ушао у циљну област и такође бацио образац дубинских набоја. Мала брзина прилаза значила је да подморница није могла да предвиди када ће дубински набоји бити ослобођени. Све акције избегавања биле би откривене помоћу усмеравачког брода и навођењем нападачих бродава. Мала брзина напада имала је предност у томе што немачки акустички торпедо није био ефикасан против ратног брода који се кретао тако споро. Варијација пузајућег напада био је „гипсани” напад, у којем су три нападачка брода који су деловали у непосредној близини били усмерени преко мете са усмеравајућег брода.
Нова оружја за сузбијање слепе тачке ASDIC-а су „бацала унапред“, попут јежева и касније сипа, који су пројектовали бојеве главе на мету испред нападача и још увек у контакту са ASDIC-ом. То је омогућило појединачној пратњи да изврши боље циљане нападе на подморнице. Догађаји током рата резултирали су британским ASDIC комплетима који су користили неколико различитих облика снопова, непрестано покривајући мртве тачке. Касније су коришћена акустична торпеда.
Почетком Другог светског рата (септембар 1940), британска ASDIC технологија је без накнаде пренета Сједињеним Државама. Истраживања о ASDIC-у и подводном звуку попримила су већи обим су у Великој Британији и САД-у. Развијене су многе нове врсте војне детекције звука. То обухвата сонобујеве, које су Британци први пут развили 1944. године под кодним именом Хај Ти, сонар за урањање/затапање и сонар за откривање мина. Овај рад је био основа за послератна дешавања везана за супротстављање нуклеарној подморници.

### SONAR
Током 1930-их амерички инжењери су развили сопствену технологију детекције подводног звука и дошло је до важних открића, попут постојања термоклина и њиховог утицаја на звучне таласе. Американци су почели да користе термин SONAR за своје системе, који је сковао Фредерик Хант да би био еквивалент -а.